# Paille au vent
Paille au vent (titre original : Chaff) est une nouvelle de l'écrivain de science-fiction Greg Egan, publiée en décembre 1993 dans la revue Interzone et reprise dans le recueil Our Lady of Chernobyl en 1995 (trad. fr. 1996).

## Résumé
Un tueur est chargé par son gouvernement de l'élimination d'un biologiste militaire qui a rejoint les cartels de la drogue et disparu dans une forêt génétiquement modifiée pour se défendre contre toute agression. 

## Chaff in a breeze
Chaff est le mot employé par Joseph Conrad dans Au cœur des ténèbres pour qualifier les idéaux et principes humains, qui ne sont que pailles au vent face aux besoins primaires de l'homme :
« No fear can stand up to hunger, no patience can wear it out, disgust simply does not exist where hunger is; and as to superstition, beliefs, and what you may call principles, they are less than chaff in a breeze. »
« Nulle crainte ne résiste à la faim, nulle patience n'en viendra à bout, le dégoût n'existe tout simplement pas où est la faim ; et quant à la superstition, aux croyances, à ce qu'il vous plaît de nommer principes, ils sont moins que paille au vent. »
La nouvelle de Egan, largement inspirée du récit de Conrad, reprend la thématique de ce dernier, mais, du fait du développement extrême des moyens de contrôle du cerveau, c'est la nature humaine tout entière qui devient paille au vent.

## Thèmes
La plus grande partie du récit est consacré au personnage du tueur, biologiquement modifié en sorte de contrôler ses processus physiologiques. Ce contrôle biologique lui permet de faire face à un environnement hostile, la forêt, elle-même modifiée pour répondre intelligemment à toute forme d'intrusion.
À la fin de la nouvelle, le biologiste fait capturer le tueur et lui révèle qu'il a inventé une drogue qui permet une reconfiguration sans limite des structures du cerveau et de changer sa personnalité à volonté.
Egan expose ici l'un de ses thèmes favoris : l'autocontrôle de la personnalité, qui laisse entrevoir, d'une part, une liberté absolue aux yeux du biologiste, liberté qui lui permet de se choisir une personnalité qui n'éprouve plus les conflits dont il a souffert jusqu'alors ; d'autre part, aux yeux du tueur, la perspective angoissante d'éprouver du remords pour ses meurtres qui semble le condamner à se choisir tel qu'il est.
Philosophiquement, cette reconfiguration sans limite de la personne humaine fait disparaître la pertinence de notions qui lui sont traditionnellement associées dans la pensée occidentale moderne : l'identification d'un sujet, en tant qu'origine de ses représentations et de ses volontés, devient ainsi problématique, voire impossible, ce qui entraîne également la disparition de la notion de nature humaine. La nouvelle pose donc deux questions, tant sur le plan individuel, que du point de vue anthropologique plus générale d'une définition de l'homme :
- Qui suis-je si je peux être ce que je veux ?
- L'homme est-il encore quelque chose qui possède une valeur s'il modifie des structures biologiques inchangés depuis des millénaires ?

## Réception critique
En anglais, la nouvelle a été reprise en 1994 dans la collection The Year's Best Science Fiction.
En français, la nouvelle fut tout d'abord publiée sous le titre Comme paille au vent dans le recueil Notre-Dame de Tchernobyl (1995), puis dans le recueil Radieux (2007), considéré, avec Axiomatique, comme un événement majeur dans la science-fiction de ces dernières décennies. Au sein de ces deux recueils, Paille au vent a reçu un accueil mitigé, parfois assez favorable,, parfois avec des réserves sur l'achèvement et l'équilibre du texte.

## Citations
- « Parce que maintenant, c'est toute la nature humaine qui n'est que paille au vent. "L'horreur", le cœur des ténèbres, est moins que paille au vent. Toutes les vérités éternelles, toutes les intuitions, pathétiques ou sublimes, de tous les grands écrivains, de Sophocle à Shakespeare, sont moins que paille au vent. » Comme paille au vent, in Notre-Dame de Tchernobyl, traduction française Sylvie Denis et Francis Valéry, p. 79.